# Karen Suárez
Karen Melissa Suárez Alba (Cochabamba, Bolivia; 26 de febrero de 1981) es una abogada y política boliviana. Fue la alcaldesa interina de la ciudad de Cochabamba desde el 4 de mayo de 2018 hasta el 28 de noviembre de 2018.

## Biografía
Karen Suárez nació en la ciudad de Cochabamba el 26 de febrero de 1981. Es hija de padre beniano y madre cochabambina. Karen creció su infancia en la ciudad de Cochabamba donde realizó sus estudios primarios y secundarios. Se tituló como abogada de profesión y durante su vida laboral, Karen Suárez trabajó como asesora legal en el Tribunal Departamental Electoral y como asesora en la Cámara de Senadores de Bolivia en la ciudad de La Paz.

### Vida política

#### Concejal de Cochabamba
El año 2015, Karen Suárez participó en las elecciones subnacionales de 2015, como candidata al cargo de concejal por el municipio de Cochabamba, representando al partido del Movimiento Demócrata Social (MDS). Su partido logró ganar las elecciones y Karen se posesionó en el cargo el 1 de junio de 2015.

#### Alcaldesa de Cochabamba
Mientras ejercía el cargo de presidenta del concejo municipal, Karen Suárez accedio al cargo de Alcaldesa de la ciudad de  Cochabamba el 4 de mayo de 2018 a sus 37 años de edad. Cabe mencionar que Suárez accedió al cargo de alcaldesa, debido a los problemas legales que el entonces alcalde José María Leyes tenía con la justicia en los casos "Mochilas Chinas I", "Mochilas Chinas II" y "Mochilas Chinas III", lo cual le trajo como consecuencia la detención preventiva en la cárcel de San Sebastián y por ende la destitución como alcalde.
| Predecesor: José María Leyes Justiniano | Alcaldesa de Cochabamba 4 de mayo de 2018 - 28 de noviembre de 2018 | Sucesor: Iván Tellería Arévalo |